# Gail Simone
Gail Simone   (Oregon, 29 de juliol de 1974) és una escriptora de còmics estatunidenca, coneguda per les seves obres a DC Comics i Marvel Comics. Durant la seva trajectòria ha escrit còmics de les sèries Deadpool, Wonder Woman, Secret Six o Batgirl, entre d'altres.